# San Cristóbal Amoltepec
San Cristóbal Amoltepec es una localidad del estado mexicano de Oaxaca. Es cabecera del municipio de San Cristóbal Amoltepec.

## Demografía
| Censo | Población |
| ----- | --------- |
| 1900  | 881       |
| 1910  | 1005      |
| 1921  | 801       |
| 1930  | 1071      |
| 1940  | 828       |
| 1950  | 873       |
| 1960  | 491       |
| 1970  | 537       |
| 1980  | 311       |
| 1990  | 559       |
| 1995  | 455       |
| 2000  | 466       |
| 2005  | 446       |
| 2010  | 461       |
| 2020  | 472       |